# Buldern (zámek)
Zámek Buldern (německy Schloss Buldern) slouží dnes jako internát a soukromé gymnázium, dříve panské sídlo v Buldernu v Münsterlandu.
Zámek byl postaven jako nové sídlo rodu Buldernů nejpozději v 16. století. Po několika změnách vlastnictví připadla tato stavba v 18. století do rukou rodu Rombergů.
Zámek Buldern je nyní používán jako internát a soukromé gymnázium. Protože kapacita budovy nedostačovala, bylo v průběhu let přistavěno několik dalších budov pro ubytování pro až 300 studentů.

## Galerie

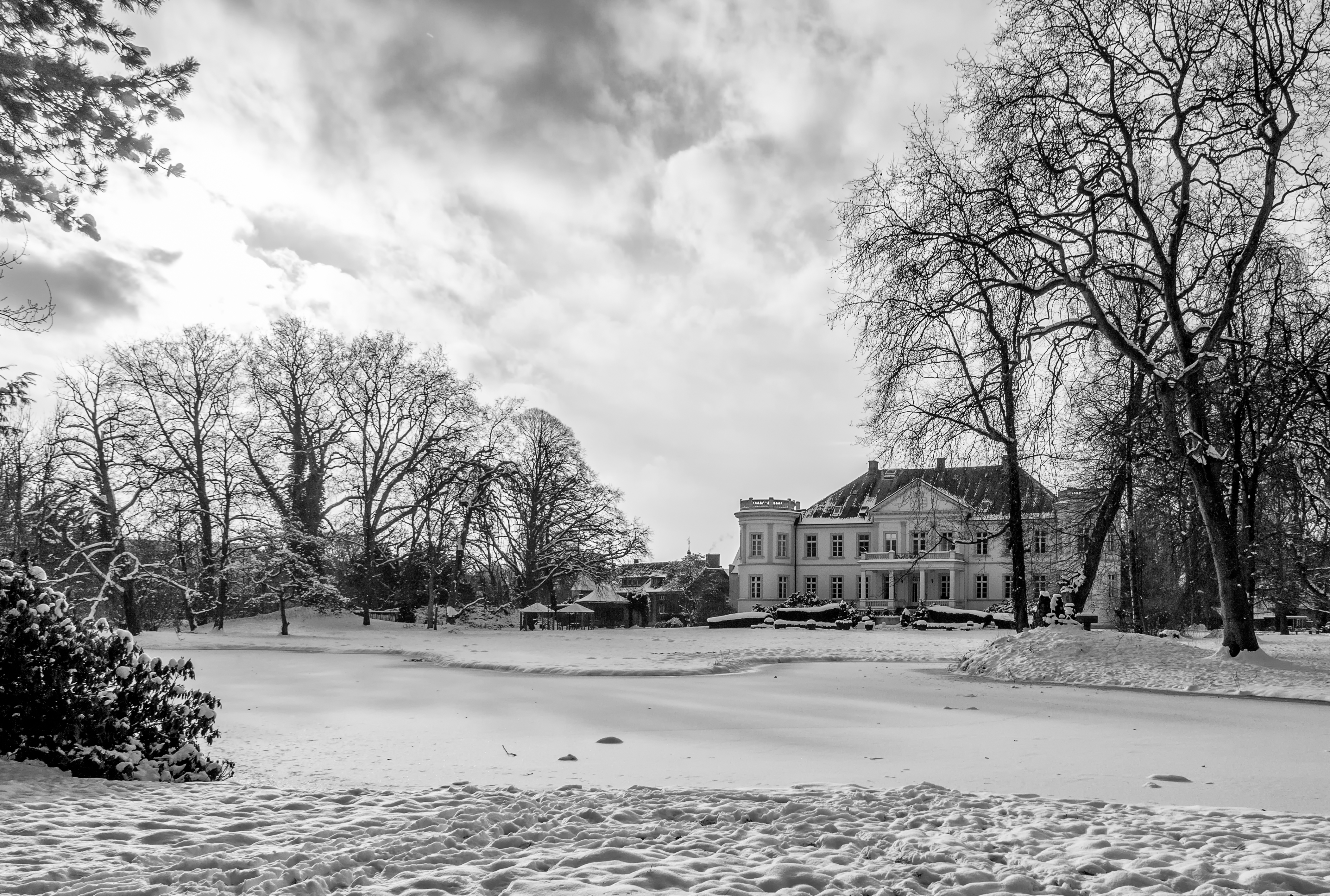
Čelní pohled v zimě
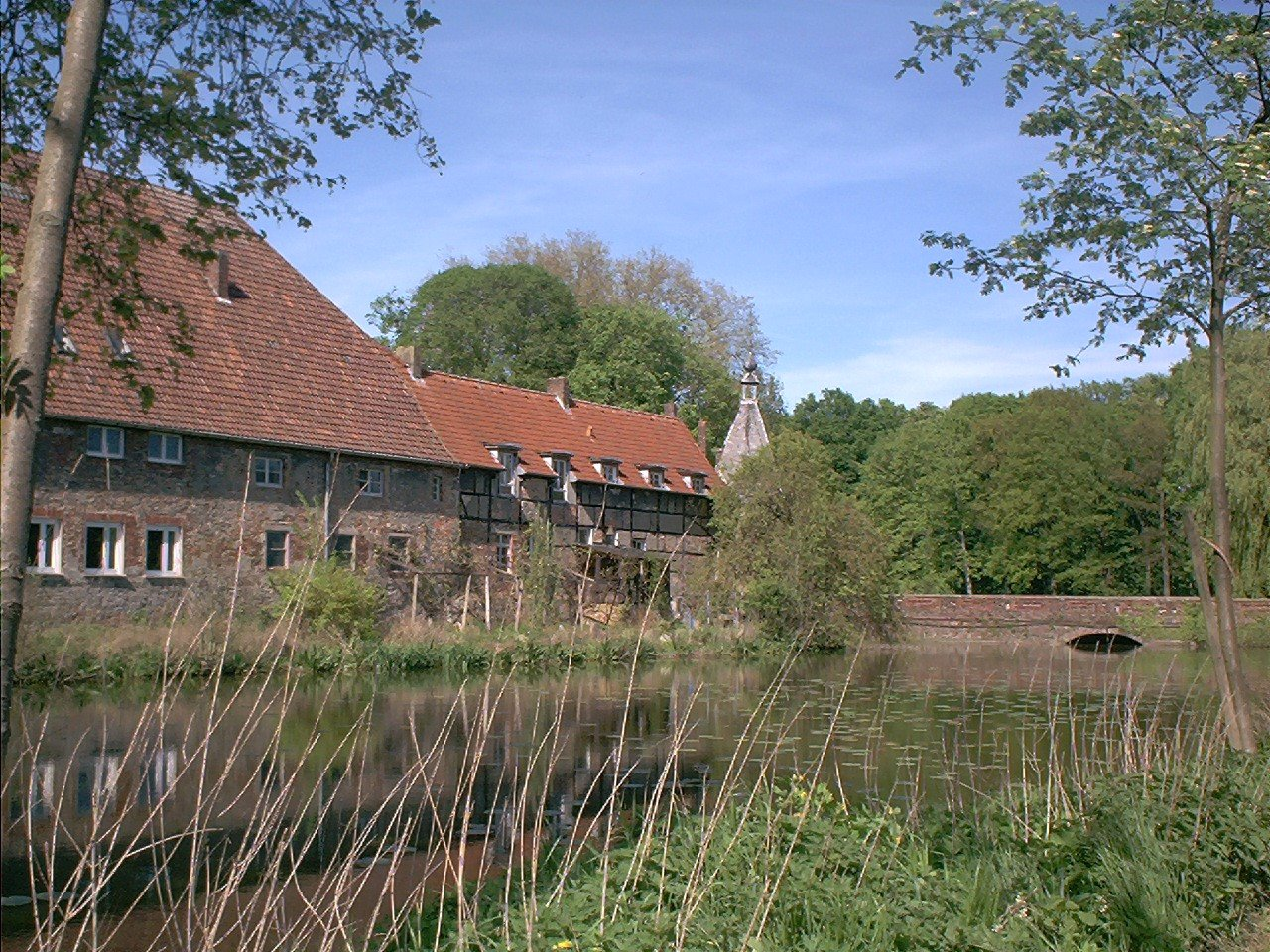
Jižní vstup
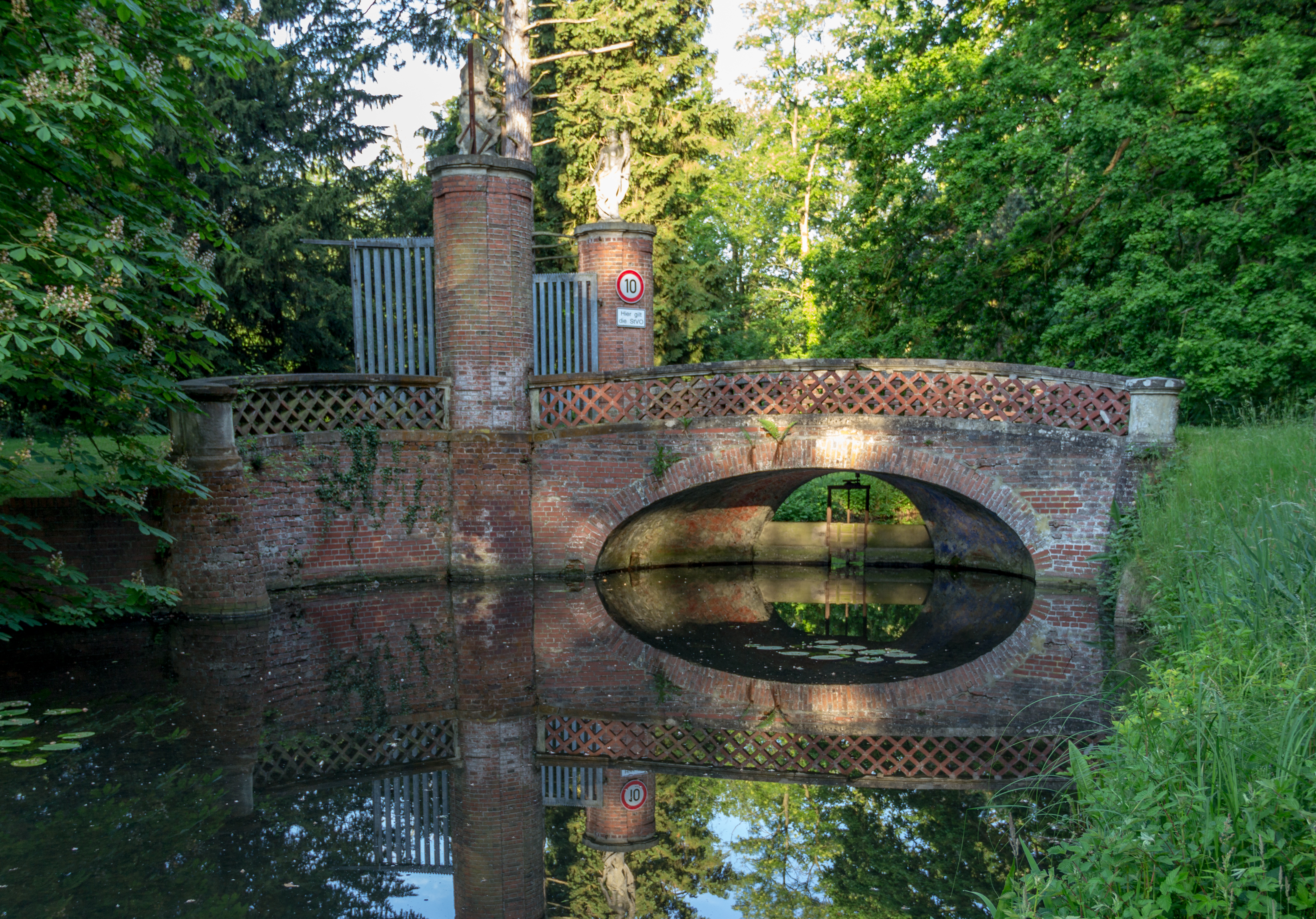
Most u severního vstupu (směr centrum)
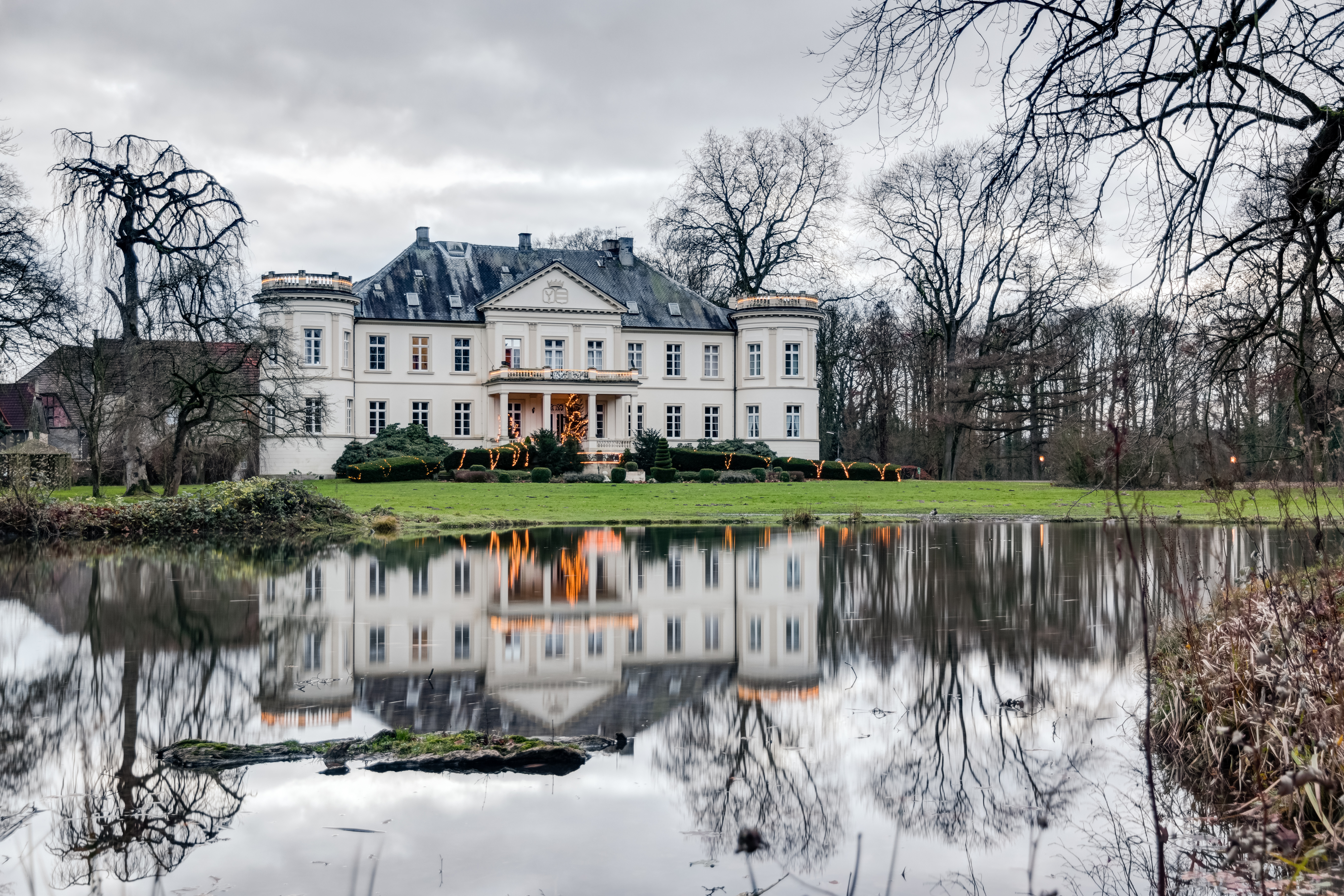
Zámeček o Vánocích